# Moppa Elliott

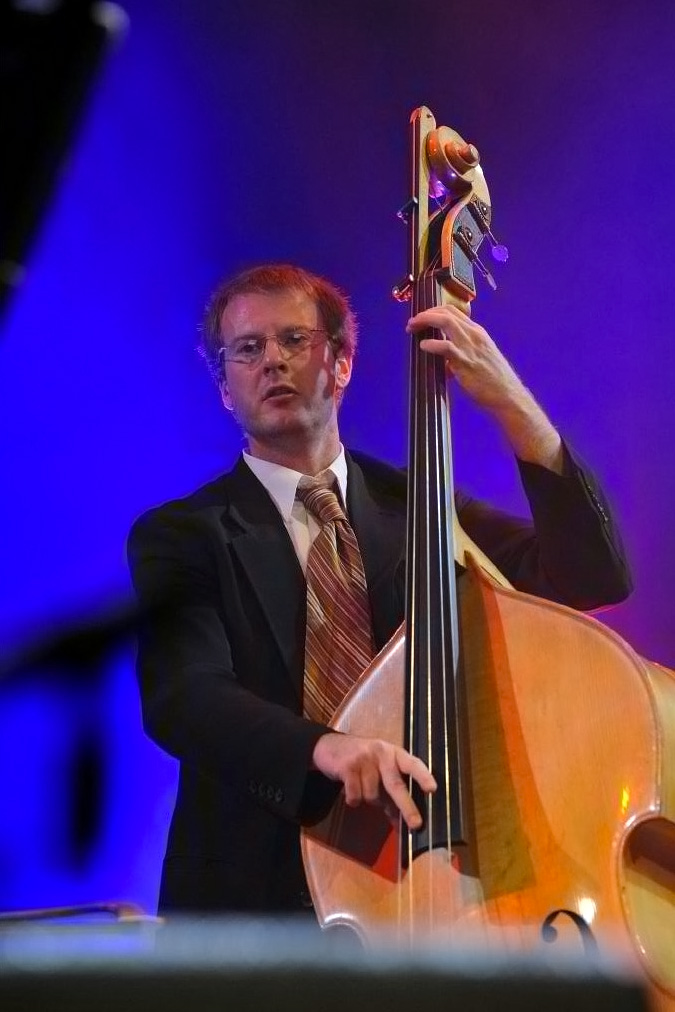
Moppa Elliott, Moers Festival 2009

Moppa Elliott (* 13. September 1978 in Scranton (Pennsylvania) als Matthew Thomas Elliott) ist ein US-amerikanischer Kontrabassist und Komponist des Modern Creative.

## Leben
Elliott lernte zunächst Klavier und wechselte dann zur Posaune, bevor er sich mit 17 Jahren auf den Bass verlegte und Unterricht von Tony Marino erhielt. Von 1997 bis 2002 studierte er auf dem Oberlin College Biologie und auf dem Oberlin Conservatory of Music Jazzbass. Dort entstand auch seine erste CD, Pinpoint, u. a. mit Charles Evans. Nach einer Tätigkeit an der Pennsylvania Governor’s School for the Arts in Erie (Pennsylvania) zog er mit seinem Studienkollegen Peter Evans nach New York City.
Seit 2003 schreibt er die Kompositionen für das von ihm gegründete Quartett Mostly Other People Do the Killing, mit dem er mehrfach erfolgreich international auf Tournee war. In der Gruppe Puttin on the Ritz singt er auch auf deren Album White Light / White Heat (2010). Daneben spielte er bei Jon Lundblom (Big Five Chord), Bryan Murray, Russ Kaplan, John White und Wildlife Control. Weiterhin wirkte er bei Jon Irabagons Outright! mit.

## Diskographische Hinweise
- Jazz Band/Rock Band/Dance Band (Hot Cup Records, 2019)
- Moppa Elliott’s Acceleration Due to Gravity: Jonesville(2024)